# Tundagan (Watukumpul)
Tundagan is een plaats en bestuurslaag (kelurahan) in het onderdistrict (kecamatan) Watukumpul in het regentschap Pemalang van de provincie Midden-Java, Indonesië. Tundagan telt 6.734 inwoners (volkstelling 2010).